# Xanthopappus
Xanthopappus là một chi thực vật có hoa trong họ Cúc (Asteraceae).

## Loài
Chi Xanthopappus gồm các loài: